# 永瀬美穂
永瀬 美穂（ながせ みほ）は、日本のソフトウェア開発者、コンサルタント。株式会社アトラクタファウンダー・CBO。東京都立産業技術大学院大学客員教授。
株式会社ディアイスクエアシステム開発本部ビジネスシステム部オープン技術グループグループ長、Scrum Regional Gathering Tokyo実行委員会委員長などを歴任した。

## 来歴
産能コンサルティング（のちのディアイスクエア）のソフトウェア開発者として、プロジェクトリーダやプロジェクトマネージャなどを務めた。また、ウォーターフォール・モデルに基づくソフトウェア開発には属人性を排しているような面があると問題意識を持っており、アジャイルソフトウェア開発に興味を持つようになった。受託したシステム開発に対して、アジャイルソフトウェア開発手法の導入を推進するとともに、アジャイルソフトウェア開発のコーチングなども手掛けるようになった。なお、ディアイスクエアのシステム開発本部においては、ビジネスシステム部のオープン技術グループにてグループ長などを務めた。
2013年にディアイスクエアを退社し、独立したコンサルタントとして、アジャイルソフトウェア開発のコンサルティングを手掛けている。また、「公立大学法人首都大学東京」が設置する産業技術大学院大学においては、産業技術研究科の特任准教授として教鞭を執った。産業技術研究科においては、主として情報アーキテクチャ専攻の講義を担当していた。2016年12月にアトラクタを設立すると、そのファウンダーとなり、CBOを兼務した。なお、古巣である産業技術大学院大学（2020年に東京都立産業技術大学院大学に改称）においては、2017年から2020年にかけて講師を非常勤で兼任した。そのほか、2016年から2018年にかけては筑波大学にて、2016年には琉球大学にて、2018年からは東京工業大学にて、それぞれ講師を非常勤で兼任した。

## 研究・開発
アジャイルコンサルタントとして活動するなど、アジャイルソフトウェア開発を専門としている。特に、アジャイルソフトウェア開発手法のひとつである「スクラム」については、専門書なども上梓している。なお、スクラムの国際イベントの日本招致に尽力し、2013年、および、2014年の「Scrum Regional Gathering Tokyo」の実行委員会にて委員長を務めた。また、ユーザ側の視点でアジャイルな開発を議論するE-AGILITY協議会では、運営委員を務めている。

## 略歴
- 2013年 - ディアイスクエア退職[6]。
- 2013年 - 産業技術大学院大学産業技術研究科特任准教授[9]。
- 2016年 - 筑波大学講師[9]。
- 2016年 - 琉球大学講師[9]。
- 2016年 - アトラクタファウンダー。
- 2017年 - 産業技術大学院大学産業技術研究科講師[9]。
- 2018年 - 東京工業大学講師[9]。
- 2021年 - 東京都立産業技術大学院大学客員教授

## 著作

### 共著
- 西村直人・永瀬美穂・吉羽龍太郎著『スクラム・ブート・キャンプ・ザ・ブック――スクラムチームではじめるアジャイル開発』翔泳社、2013年。ISBN 9784798129716

### 翻訳
- リチャード・シェリダン著、原田騎郎ほか訳『ジョイ・インク』翔泳社、2016年。ISBN 9784798148786
- Rachel Davies・Liz Sedley共著、永瀬美穂・角征典共訳『アジャイルコーチング』オーム社、2017年。ISBN 9784274219375

### 寄稿
- Roy Osherove著、島田浩二訳『エラスティックリーダーシップ』オライリー・ジャパン、2017年。ISBN 9784873118024

### 主な論文等
- 永瀬美穂稿「『とりあえず、生』のあなたへ」『UltimateAgileStories』iteration 1、2011年。
- 永瀬美穂稿「"Just get out there and do it"」『UltimateAgileStories』iteration 2、2012年。